# マリア・ガブリエラ・デ・オルレアンス・イ・ブラガンサ
マリア・ガブリエラ・デ・オルレアン・イ・ブラガンサ（ポルトガル語: Maria Gabriela de Orléans e Bragança, 1989年6月8日 - 、リオデジャネイロ生まれ）は、ブラジル帝国の旧帝室の子孫であり、アントニオ・ジョアン・デ・オルレアンス・イ・ブラガンサとクリスティーヌ・ド・リーニュの娘である。彼女は、ペドロ・エンリケ・デ・オルレアンス・イ・ブラガンサとマリア・エリーザベト・フォン・バイエルン父親の側の孫娘であり、母親の側では、アリックス・ド・リュクサンブールとアントワーヌ・ド・リーニュの孫娘である 。
マリア・ガブリエラ・デ・オルレアン・イ・ブラガンサは、1989年6月8日にブラジルのリオデジャネイロで生まれた 。
彼女の父、アントニオ王子はペドロ・エンリケの息子であり、ルイ・ドルレアン・ブラガンザ（イザベル・ド・ブラジルの次男）の孫であり、母親のクリスティヌ・ド・リーニュはアントワーヌ・ド・リーニュの娘である 。
彼女はペトロポリスで育ち、兄弟、故ペドロ・ルイス王子、アメリ王女、オルレアンス=ブラガンザのラファエル王子と一緒に育った 。
彼の名付け親と名付け親は、父方の叔父であるフェルナンド・デ・オルレアンス=ブラガンザ王子と母方の叔母であるヨランド・デ・リーニュ王女である 。